# Alphonse de Moreau
Alphonse Marie Joseph Ghislain baron de Moreau (Andoy, 8 maart 1840 - Ottignies, 2 augustus 1911) was een Belgisch advocaat en politicus voor de Katholieke Partij.

## Biografie

### Familie
Alphonse de Moreau was een telg uit de familie De Moreau. Hij was een kleinzoon van ridder Charles de Moreau (1766-1828) en van zijn tweede vrouw Marie-Philippine Bodart (1768-1824). Charles verkreeg adelserkenning in 1816 met de riddertitel overdraagbaar op al zijn mannelijke nazaten. Alphonse was een zoon van Adolphe de Moreau (1808-1848) en Pauline de Goër de Herve (1808-1872). Zijn vader was provincieraadslid van Namen en burgemeester van Wierde.
In 1866 trouwde hij in Lontzen met Gabrielle de Grand'Ry (1847-1915), dochter van Jules de Grand'Ry, burgemeester van Eupen, en kleindochter van Augustin Dumon. Ze kregen acht kinderen, waaronder:
- Marie-Thérèse de Moreau (1867-1963), trouwde in 1903 in Wierde met haar neef burggraaf André Simonis, industrieel, provincieraadslid van Luik en senator. Ze kregen een zoon en een dochter, met afstammelingen tot heden.
- Édouard de Moreau, jezuïet, kerkhistoricus en hoogleraar.
- Louise de Moreau d'Andoy (1883-1970), trouwde in 1910 in Brussel met graaf Edmond Carton de Wiart, advocaat, hoogleraar, ambtenaar en kabinetschef van koning Leopold II. Ze kregen een dochter, met afstammelingen tot heden.

### Carrière
De Moreau promoveerde tot doctor in de rechten aan de Universiteit van Luik (1864) en werd advocaat aan de balie van Namen, een beroep dat hij zijn hele leven uitoefende.
Hij was, in opvolging van zijn vader, burgemeester van Wierde van 1865 tot 1884 en provincieraadslid van Luik van 1870 tot 1876.
In 1876 werd De Moreau verkozen tot volksvertegenwoordiger voor het arrondissement Namen voor de Katholieke Partij. Hij oefende dit mandaat uit tot in 1894.
De Moreau was minister van Buitenlandse Zaken in de regering-Malou (1884) en minister van Landbouw, Nijverheid en Openbare Werken in de regering-August Beernaert (1884-1888). 
Hij eindigde zijn carrière als directeur van de Nationale Bank van België (1888-1911). In 1893 kreeg hij een baronstitel, overdraagbaar bij eerstgeboorte.